# Cratere Spallanzani (Marte)
Spallanzani è un cratere sulla superficie di Marte.
Il cratere è dedicato al biologo italiano Lazzaro Spallanzani.